# Inesa Visgaudaitė
Inesa Visgaudaitė, née le 20 mai 1991 à Klaipėda (Lituanie), est une joueuse lituanienne  de basket-ball.

## Biographie
Inesa Visgaudaité commence le basket à l'âge de 15 ans. Dès 17 ans, elle réussit à décrocher son premier contrat pro. 
Elle fait ses armes avec les sélections jeunes de la Lituanie et participe aux campagnes internationales de U16 jusqu'à U20. Durant cette aventure, elle obtiendra le titre de Championne d'Europe avec l'Équipe Nationale de Lituanie U18 en 2018.  
Ines Visgaudaité arrive en France en 2012 et intègre le Toulouse Métropole Basket pour sa première expérience à l'étranger. 
Lors de l'Euro 2013, elle est sélectionnée avec l'Équipe Nationale Lituanienne. 
Elle a vécu plusieurs expériences dans 6 pays différents (Lituanie, France, Belgique, Pologne, Suède, Allemagne), comptant une dizaine de clubs étrangers.  
En 2023, elle intègre l'équipe féminine du club d'Albi Basket 81 et évolue en Nationale 2. Elle joue Poste 1/2, numéro 6. 

## Clubs
| Saisons   | Équipe                    | Pays         |
| 2007-2012 | Lemminkainen              | Lituanie     |
| 2012-2013 | Toulouse Métropole Basket | France       |
| 2013-2014 | Waregem Basket            | 🇧🇪 Belgique  |
| 2014-2015 | Konin Basket              | 🇵🇱 Pologne   |
| 2015-2016 | Visby VBS                 | 🇸🇪 Suède     |
| 2016-2017 | Gottingen                 | 🇩🇪 Allemagne |
| 2017-2019 | Colomiers Basket          | 🇫🇷 France    |
| 2019-2021 | La Glacerie Cherbourg     | 🇫🇷 France    |
| 2021-2022 | Poinçonnet Basket         | 🇫🇷 France    |
| 2022-2023 | US Carmaux                | 🇫🇷 France    |
| 2023-     | Albi Basket 81            | 🇫🇷 France    |